# ファー (ゴルフ)
ゴルフにおけるファーとは、打球が人のいる方向に飛んで行ったときの警告の掛け声である。元々はスコットランド語の間投詞"Fore"で「フォア」と読むが、日本において「ファー」に変化した。

## 語源
この言葉の語源は不明である。1881年に開設されたイギリスゴルフ博物館にこの言葉が記載されていることから、少なくともその時代には使用されていたことがわかる。
由来の説の一つとして、打球が落ちる場所を確認するために待っている「フォアキャディ」(fore-caddie)に由来するという説がある。このキャディは打球が飛んできたときに「フォアキャディ!」と叫んで周囲の人に警告をしていたが、これが「フォア!」に短縮された。
もう一つの説として、ゲール語の"Faugh A Ballagh"（フォア・ア・バラー、道を開けろ）に由来するという説もある。

## 関連するもの
行進曲『ボギー大佐』のメロディーに短三度で下降する音程が多用されているのは、「ファー」と叫ぶ代わりに短三度で下降するメロディーを口笛で吹く癖のあったイギリス軍士官に因むという説がある。